# Димитър Костов – Ашлака
Димитър (Таки, Такю, Таку) Костов с псевдоним Ашлака или Ашлакот е български крушевски революционер, деец на Вътрешната македоно-одринска революционна организация.

## Биография
Към 1901 година Таки Костов е член на терористичната група на Крушевския революционен комитет. В лятото на 1902 година е арестуван при Михайловата афера. В 1903 година Таки Костов е четник при Иван Наумов Алябака по време на Илинденско-Преображенското въстание. Предвожда отделение четници по време на обсадата на турската казарма в Крушево.